# Daniel Nebot Pérez
Daniel Nebot Pérez (Barraques, Alt Palància, 1953) és un dissenyador valencià de formació autodidacta.
Inicia la seva trajectòria professional el 1973 formant part de diversos col·lectius de dissenyadors valencians com el grup Nuc (1973) del qual va ser membre fundador. El 1981 crea amb Paco Bascuñán i Lorenzo Company Enebecé que després passaria a integrar-se al grup La Nave.
El seu suport a la difusió del disseny com a professió és palès des dels inicis de la seva carrera i així el 1973 va ser un dels socis fundadors de Nou Disseny Valencià, primera iniciativa valenciana d'aproximació al disseny i punt de trobada dels pocs dissenyadors d'aquell moment. El 1985 també serà un dels creadors de l'Associació de Dissenyadors de la Comunitat Valenciana.
El 1991 obre estudi propi, abraçant activitats dins de l'àmbit del disseny industrial, gràfic i la comunicació visual i comptant amb un equip pluridisciplinari de col·laboradors. Imparteix classes a la Escuela de Diseño Industrial - Ceu San Pablo.
El 1995 va ser guardonat amb el Premio Nacional de Diseño. Els seus productes han estat distingits amb nombrosos premis tant nacionals com internacionals i han format part de diverses exposicions. Entre els seus dissenys més destacats podem citar el portamines Zoom Oceanic per a Tombow (1989).